# دانشجویان سوسیال دموکرات (فنلاند)
دانشجویان سوسیال دموکرات (فنلاندی: Sosialidemokraattiset Opiskelijat، به اختصار SONK) سازمان دانشجویی حزب سوسیال دموکرات فنلاند است. این انجمن دانشجویی در سال ۱۹۶۳ میلادی تاسیس شد.